# Pataki László (labdarúgó)
Pataki László, Petz (1940. január 4. –) labdarúgó, csatár.

## Pályafutása
1957 és 1963 között az Újpesti Dózsa csapatában játszott. Az újpesti együttessel egy arany-, két ezüst- és egy bronzérmet nyert. 1964 és 1966 között Komlói Bányász labdarúgója volt. Az 1967-ben visszatért Újpesti Dózsához és egy újabb bajnoki ezüstérmet nyert a csapattal. Az első csapatban csak ritkán kapott lehetőséget. 1969 és 1970 között a Videoton csapatában szerepelt. Az 1969-es idényben tagja volt az NB II-ben bajnok csapatnak. Az élvonalban összesen 52 mérkőzésen lépett a pályára és 10 gólt szerzett.

## Sikerei, díjai
- Magyar bajnokság
  - bajnok: 1959–60
  - 2.: 1960–61, 1961–62, 1967
  - 3.: 1962–63
- NB II
  - bajnok: 1969